# Andile Dlamini
Andile Dlamini (* 2. September 1992) ist eine südafrikanische Fußballspielerin.
Dlamini begann ihre Karriere bei den Phomolong Ladies, später wechselte die Torhüterin zur Mannschaft der Mamelodi Sundowns. 
2011 debütierte Dlamini in der Südafrikanischen Fußballnationalmannschaft der Frauen. Mit der Auswahl nahm sie an verschiedenen Turnieren teil. Als Olympionikin lief sie bei den Olympischen Sommerspielen 2012 und den Olympischen Sommerspielen 2016 auf, stand aber lange Zeit im Schatten von Roxanne Barker und Kaylin Swart. Nachdem sie als Ersatztorhüterin beim Afrika-Cup 2018 den zweiten Platz belegt hatte, stand sie beim Gewinn der Trophäe beim Afrika-Cup 2022 zwischen den Pfosten.